# Говгіл
Говгіл (івр. גובגיל) — свято гірських євреїв наступного дня після закінчення святкування Песаху, тобто на восьмий день після початку Песаху. Говгіл гірських євреїв і Мімуна марокканських євреїв — традиційні свята, які означають початок весни та можливість знову їсти продукти, що містять хамец.